# جمعية كشافة تنزانيا
جمعية كشافة تنزانيا هي المنظمة الكشفية الوطنية في تنزانيا. الحركة الكشفية في تنزانيا تأسست في عام 1919، وأصبحت عضوا في المنظمة العالمية للحركة الكشفية في عام 1963. الجمعية لها العديد من الأنشطة التعليمية ولديها 91057 عضو اعتبارا من عام 2010.

## روابط خارجية
- جمعية كشافة تنزانيا
- الموقع الرسمي جمعية كشافة تنزانيا